# Serge Davin
Serge Paul Marius Davin, né le 12 juin 1927 à La Roque d'Anthéron (Bouches-du-Rhône) et mort le 26 février 1957 à Monaco (Principauté de Monaco), est un acteur français.

## Filmographie
- 1952 : Femmes de Paris de Jean Boyer
- 1953 : Monsieur Scrupule gangster de Jacques Daroy
- 1953 : La Route Napoléon de Jean Delannoy : Cabanis
- 1954 : Mourez, nous ferons le reste de Christian Stengel
- 1954 : Les Lettres de mon moulin de Marcel Pagnol : Roumanille
- 1957 : Le Cas du docteur Laurent de Jean-Paul Le Chanois : Félicien
- 1957 : Du sang sous le chapiteau de Georges Péclet : Zimbo